# باربرا إرسكين
باربرا إرسكين (بالإنجليزية: Barbara Erskine)‏ من مواليد (10 أغسطس 1944 في مدينة نوتنغهام) روائية إنجليزية من خلال التدريب كما تصف نفسها، مؤلفة الروايات الأكثر مبيعاً و التي يطغى عليها الفانتازيا التاريخية وخيال ، بالإضافة إلى تأليفها ثلاث مجموعات من القصص القصيرة. تعيش مع عائلتها في منزل بالقرب من القصر القديم ، وكولشستر في كوخ قرب هاي واي.

## السيرة الذاتية
اهتمامها بتاريخ والأدب لم يبدأ حينها بل قبل ذلك بكثير حينما كانت صغيرة تعلمت حبي لتلك الحكايات القديمة تسمع حكايات و قصصا من عمتها عن سفر ورحلت جديها لأمها في الهند عندما كانوا يعيشون فيها قبل عودتهم منها, وظل حبها للتاريخ واستمر بعد درسها لتاريخ اسكتلندا في جامعة ادنبره خلال تلك الفترة بدات محاولتها الأول في الرواية والتي ستصبح بعد فترة أول راوية ونشرت تصدر لها بعنوان سيدة من القش في عام 1986 , لكن بدأت بيع القصص القصيرة تملك المنازل في هيرفورد وكولشستر ، انكلترا. مع كل البحوث المشاركة الرواية يأخذ عامين في الكتابة. باعت روايتها الأولى أكثر من مليوني نسخة في جميع أنحاء العالم 
وقد ظهرت كتاباتها في اللغات 26 على الأقل ترجمة العديد من اعمالها الروائية إلى لغات مثل الهولندية، الفرنسية، ألمانية، التشيكية، إيطالي، البولندية، الإسبانية ، البرتغالية ، الروسية ، الصينية، ، السويدية

## مؤلفات الكاتبة
- سيدة من القش ، 1986
- مملكة الظلال ، 1988
- طفل الفينيكس ، 1992
- منتصف الليل مكان منعزل ، 1994
- بيت الأصداء ، 1996
- على حافة الظلام ، 1998
- يهمس في الرمال ، 2000
- الاختباء من الضوء ، 2002
- بنات النار ، 2006
- الأميرة المحاربة ، 2008
- تراث الوقت ، 2010

## وصلات خارجية
باربرا إرسكين  على قاعدة بيانات الخيال التأملي على الإنترنت
- http://www.barbara-erskine.co.uk/index.htm